# Morph (Marvel)
Morph is een fictieve personage uit de strips van Marvel Comics. Evenals Mystique is hij mutant en beschikt hij over de mogelijkheid om van gedaante te veranderen.

## Andere Media
Hij verscheen ook in de tekenfilmserie X-Men, the animated series. Daar wordt hij in aflevering 1 neergeschoten door een Sentinel, om zijn collega X-men Wolverine te redden.
In seizoen 2 blijkt dat Morph 'gered' is door Mr. Sinister. De motivatie van Mr. Sinister is het vangen van Jean Grey enScott Summers (Cyclops) om hun gen-materialen samen te stelen, wat verwijst naar de comics. Aan het eind kan Morph met de behulp van Professor Xavier vrijkomen en gaat naar Muir Island om te genezen.
Verderop in de serie komt hij tijdelijk even terug, maar nadat hij verstijft raakt bij het zien van een nieuwe Sentinel waardoor Professor Xavier wordt meegenomen, besluit Morph dat hij nog niet klaar is om terug te komen.